# Chiton pulchrus
Chiton pulchrus är en blötdjursart som först beskrevs av Kaas 1991.  Chiton pulchrus ingår i släktet Chiton och familjen Chitonidae.
Artens utbredningsområde är Nya Kaledonien. Inga underarter finns listade i Catalogue of Life.